# Tweede Kamerverkiezingen 1989/Kandidatenlijst/SP
Dit is de lijst van kandidaten van de Socialistiese Partij voor de Nederlandse Tweede Kamerverkiezingen 1989.
De partij diende vier verschillende lijsten in waar in totaal 69 personen op stonden, waarbij er verschillen waren in de samenstelling van mensen en de volgorde. Hierbij waren er mensen die overal op de lijst stonden, zoals de nummers 1 en 2 Marijnissen en Poppe, maar er waren er ook die slechts op enkele of slechts één lijst stonden.

## De lijst

### Noord-Brabant
1. Jan Marijnissen - 11.659 stemmen[1]
2. Remi Poppe - 95[1]
3. Tiny Kox - 350
4. Anneke de Bres-de Langen - 357[1]
5. Janneke Streutker - 25[1]
6. Remine Alberts-Oosterbaan - 8[2]
7. René Roovers - 118
8. Ger Wouters - 256
9. Bertus van der Horst - 9[3]
10. Hugo Polderman - 21
11. Riet de Wit-Romans - 3[2]
12. Spencer Zeegers - 127
13. Mariet Berendsen - 6[1]
14. Frits Manders - 188
15. Frans de Neijs - 27
16. Fenna Vergeer-Mudde - 3[3]
17. Aart Geervliet - 4[1]
18. Leo Steenbakkers - 74
19. David Philips - 26
20. Jeanny Bourgonjen-Michielsen - 36[1]
21. Hans van Hooft - 6[1]
22. José van Daalen-van Dijk - 48[2]
23. Nico Heijmans - 84
24. Ger Klaus - 46
25. Peter Verschuren - 2[1]
26. Bernard Gerard - 52[1]
27. Sietie Keizer-van der Zee - 2[3]
28. Henk van Beers - 13
29. Heinz Minten - 28
30. Bram Verduijn - 17[1]

### Heel Nederland behalve Noord-Brabant, Zuid-Holland en Limburg
1. Jan Marijnissen - 10.380 stemmen[1]
2. Remi Poppe - 372[1]
3. Remine Alberts-Oosterbaan - 331[2]
4. Willem Paquay - 102[2]
5. Bob Ruers - 221[2]
6. Janneke Streutker - 246[1]
7. Sietie Keizer-van der Zee - 51[3]
8. Peter Verschuren - 224[1]
9. Jan Schot - 13[3]
10. Kees Meelker - 42
11. Anneke de Bres-de Langen - 56[1]
12. Aart Geervliet - 9[1]
13. Joke von Pickartz-van Dankelaar - 57[3]
14. Jean Rouwet - 128[3]
15. Riet de Wit-Romans - 10[2]
16. Mariet Berendsen - 90[1]
17. Hans van Hooft - 151[1]
18. Willem Bouman - 55
19. Bernard Gerard - 17[1]
20. Eppie Smit - 22
21. Jeanny Bourgonjen-Michielsen - 13[1]
22. Jan Burger - 27
23. Bets Beltman - 53
24. Frans Epping - 41
25. Mienk Graatsma - 47[3]
26. Bram Verduijn - 26[1]
27. Jaap Verhoog - 18[3]
28. Frank Vis - 25
29. Fer van Pelt - 18
30. Wout Doppenberg - 53

### Zuid-Holland
1. Jan Marijnissen - 5.872 stemmen[1]
2. Remi Poppe - 1.298[1]
3. Janneke Streutker - 211[1]
4. Jan Schot - 220[3]
5. Bob Ruers - 10[2]
6. Willem Paquay - 15[2]
7. Anneke de Bres-de Langen - 37[1]
8. Cor Vergeer - 214
9. Paul Jonas - 250
10. Aart Geervliet - 73[1]
11. Johan Janssen - 79
12. Jan Heijwegen - 145
13. Bertus van der Horst - 77[3]
14. Gerard Harmes - 101
15. Hans van Poppel - 32
16. Henk Bos - 28
17. Theo Cornelissen - 42
18. Tineke van Duffelen-Beurse - 15
19. Mariet Berendsen - 6[1]
20. Josée van der Molen-van Horrik - 26
21. Peter Verschuren - 0[1]
22. Hans van Hooft - 3[1]
23. Bernard Gerard - 3[1]
24. Riet de Wit-Romans - 6[2]
25. Bram Verduijn - 3[1]
26. Jeanny Bourgonjen-Michielsen - 1[1]
27. Mienk Graatsma - 2[3]
28. Jean Rouwet - 0[3]
29. Joke von Pickartz-van Dankelaar - 4[3]
30. José van Daalen-van Dijk - 24[2]

### Limburg
1. Jan Marijnissen - 1.864 stemmen[1]
2. Remi Poppe - 38[1]
3. Jan de Wit - 899
4. Anneke de Bres-de Langen - 43[1]
5. Bob Ruers - 7[2]
6. Willem Paquay - 9[2]
7. Jeanny Bourgonjen-Michielsen - 3[1]
8. Moniek Haverkort-van Wunnik - 47
9. Piet Brauer - 127
10. Frits Oberdorf - 75
11. Gerard Courtens - 28
12. Fenna Vergeer-Mudde - 0[3]
13. Peter Verschuren - 0[1]
14. Wim Jakobs - 56
15. John Stoot - 51
16. Harry Bouten - 59
17. Janneke Streutker - 0[1]
18. Aart Geervliet - 2[1]
19. Remine Alberts-Oosterbaan - 4[2]
20. Mariet Berendsen - 2[1]
21. Bernard Gerard - 1[1]
22. Nel Keus - 2
23. Marga van Broekhoven - 2
24. Louis Wijnen - 55
25. José van Daalen-van Dijk - 0[2]
26. Ton Reuleaux - 62
27. Paul Geurts - 38
28. Hans van Hooft - 4[1]
29. Bram Verduijn - 1[1]
30. Jaap Verhoog - 18[3]

CDA · PvdA · VVD · D66 · SGP · Groen Links · GPV · RPF · VCN · SP · Humanistische Partij · Milieu Defensie Partij 2000+ · PDS · Realisten Nederland · AWP · Bejaarden Centraal · Vrouwenpartij · Socialistische Minderheden Partij · Centrumdemocraten · De Groenen · PPvO · VMP · SAP · Grote Alliance Partij · Staatkundige Federatie
1977 · 1981 · 1982 · 1986 · 1989 · 1994 · 1998 · 2002 · 2003 · 2006 · 2010 · 2012 · 2017 · 2021 · 2023